# Alberto Fuguet
Alberto Felipe Fuguet de Goyeneche (Santiago, 7 de marzo de 1963) es un periodista, escritor y cineasta chileno.

## Biografía
Su familia se fue a Estados Unidos poco después de su nacimiento. Fuguet vivió en Los Ángeles (California) hasta cumplir los 11 años de edad. Llegó en 1975 a un Chile sitiado por la dictadura de Augusto Pinochet. El quiebre que eso significó —porque ni siquiera hablaba español— le obligó a volcarse al mundo de los libros como una forma de conocer su nuevo idioma e incorporarse a un núcleo social radicalmente distinto al que conocía. En varias entrevistas ha comentado que el primer libro que leyó en español fue Papelucho, de Marcela Paz, que más tarde sería una tangencial pero importante influencia para la construcción del protagonista de su primera novela. 

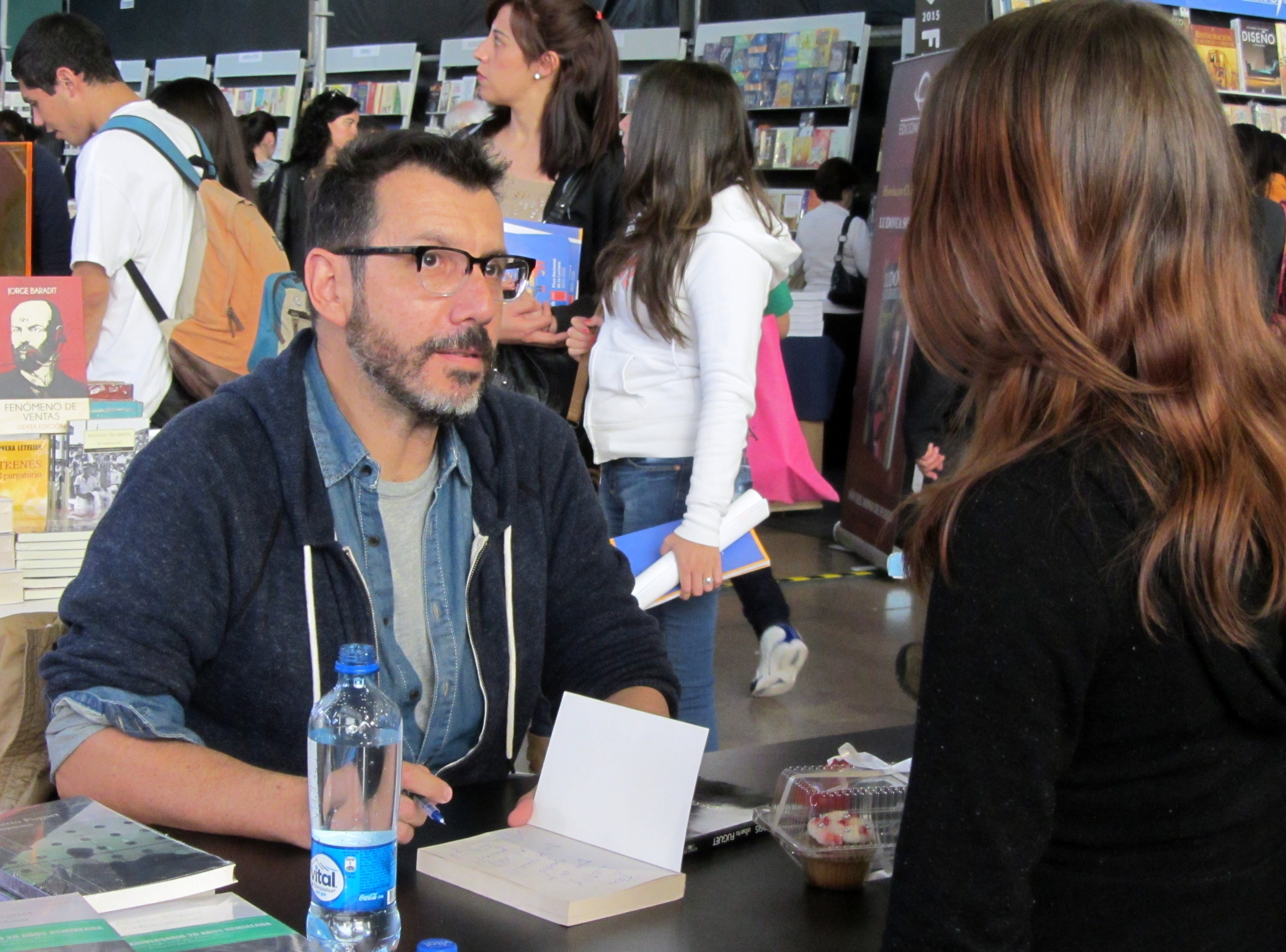
Fuguet durante una sesión de firma de sus libros

Tras estudiar un año de sociología, se tituló de periodismo en la Universidad de Chile. Columnista, crítico de música y cine, novelista y guionista, Fuguet ha influido en muchos escritores contemporáneos gracias a su oposición al realismo mágico latinoamericano y por su apuesta por una literatura más real y urbana. Latinoamérica, para él, no se trata de "tucanes parlantes y abuelitas volando" (imagen caricaturesca que tienen los extranjeros acerca de la literatura del cono sur del continente), sino de una realidad más fuerte que ha tratado de plasmar en sus textos.
Muestra de ello es la recopilación de cuentos de varios autores McOndo, que editó él mismo y que dio origen al grupo literario del mismo nombre. Esto, además de sus constantes referencias a la cultura pop norteamericana (cine, rock y televisión), han hecho que sus detractores lo llamen "extranjerizante", cosa que no ha disminuido su influencia. Su prosa ágil, llena de referencias, ha sido creada gracias a su aguda observación del habla urbana, además de su dominio del inglés como lengua que habló durante su infancia.
Su primer libro de cuentos, Sobredosis (1990) fue todo un éxito en su país natal, pero su consagración llegó con su novela Mala onda, que trata de un joven santiaguino y sus vivencias bajo un Chile dominado por la dictadura militar. A esta le siguieron Tinta roja y Por favor, rebobinar, una novela sorprendente por su estructura y sus personajes. Todos sus personajes pertenecen al mundo metropolitano de Santiago. En 2003 lanzó su libro semiautobiográfico Las películas de mi vida,  en la que un sismólogo analiza su vida mediante los filmes que lo han marcado. La novela gráfica Road Story, basada en un cuento de Cortos e ilustrada por Gonzalo Martínez, se publicó por Alfaguara en 2007 y es tal vez la primera novela gráfica chilena emitida por una casa editorial importante. Ha destacado, desde principios de la década de 1990, como punta de lanza de la llamada Nueva Narrativa Chilena.

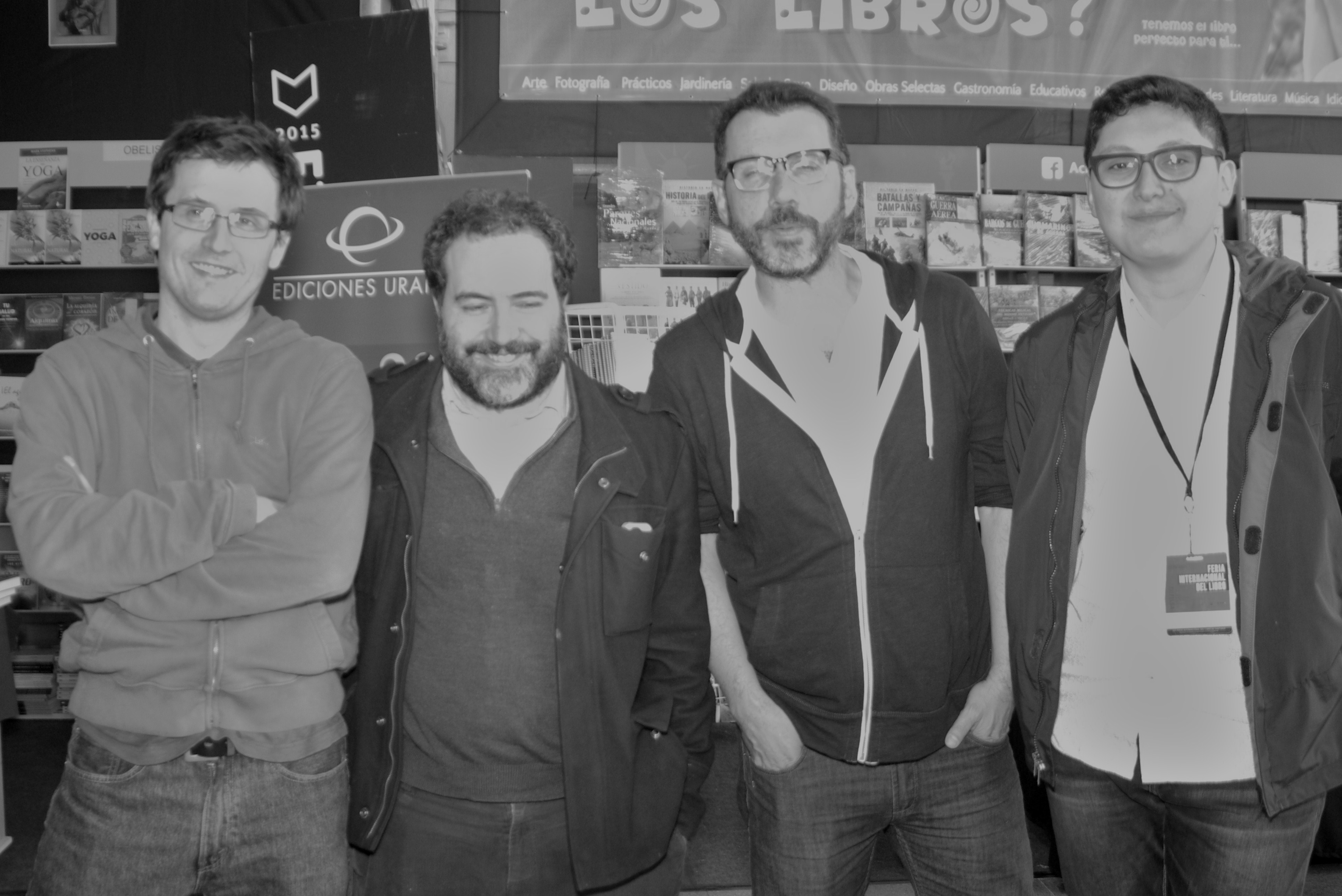
Vicente Undurraga, editor de PRH, Rafael Gumucio, Fuguet y Aldo Perán (PRH)

En 1999, Fuguet fue elegido por la revista Time y la CNN como uno de los 50 líderes latinoamericanos del nuevo milenio. 
Su novela Tinta roja fue llevada al cine en 2000 por el peruano Francisco Lombardi. Uno de los sueños del escritor siempre fue dirigir su propia película, cosa que logró en 2005, con Se arrienda (ya había escrito el guion original de Dos hermanos, dirigida por Martín Rodríguez). La película, con Luciano Cruz-Coke y Francisca Lewin en los papeles principales, relata la historia de un joven semiadulto que enfrenta los conflictos propios del abandono del hogar paterno en la edad intermedia, las primeras decisiones profundas y una que otra desilusión. Fue parte de una ola de nuevo cine chileno que incluyó a Play de Alicia Scherson, En la cama de Matías Bize y Fuga de Pablo Larraín. La banda sonora de Se arrienda fue compuesta por Andrés Valdivia y Cristián Heyne.
En 2011 ganó el premio al mejor largometraje nacional en el Festival Internacional de Cine de Valdivia con Música campesina. Comentando su éxito, declaró: «Nunca quise ser escritor, siempre quise ser cineasta. Y creo que ahora lo logré».

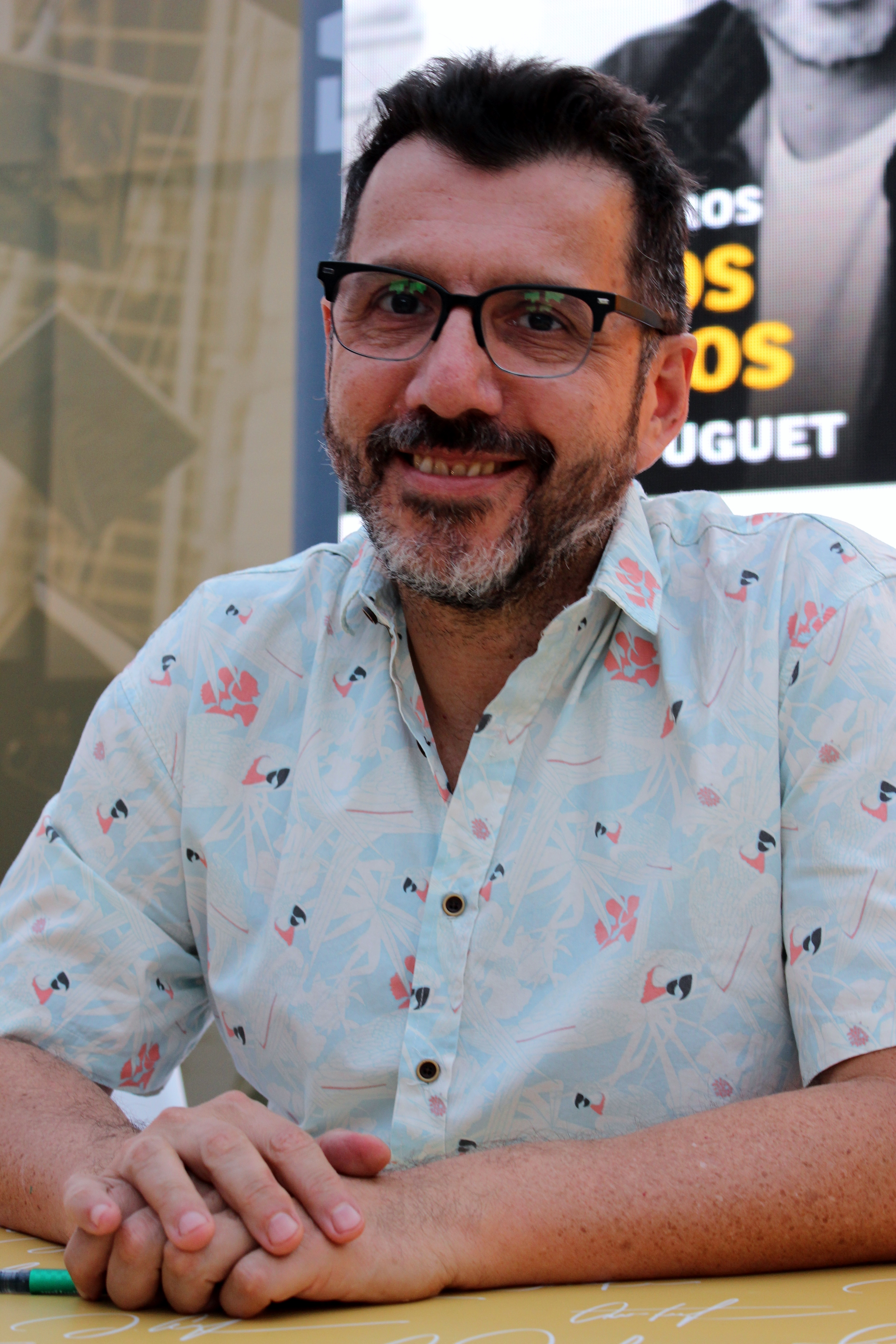
En el Festival de Autores de Santiago 2018

En una entrevista dada en noviembre del mismo año, Fuguet había anunciado que su cuarto largometraje se llamaría Sudor, que se rodaría en Iquitos y que su coguionista y protagonista sería Pablo Cerda. La cinta nunca se concretó, pero en 2016 Fuguet publicó una novela con ese título.
Fuguet había pensado escribir una secuela de Mala onda, cuya primera parte debía entregar a mediados de 2011 de acuerdo a las condiciones de la Beca de Creación Literaria del Consejo del Libro que había ganado para esos fines, pero renunció finalmente a la nueva novela, que incluso tenía ya título: Matías Vicuña, como el personaje de la obra que le dio fama. Él explica así su decisión de abandonar el proyecto: "No me veo escribiendo ni terminando esa novela. Matías Vicuña ya cambió la voz. Me interesaba hablar del hoy y no siento que el personaje pueda llegar a hablar del hoy". Antes Fuguet había pensado llevar la novela al cine, e incluso alcanzó a rodar algún episodio.
Ha estado a cargo del Diplomado en Cultura Audiovisual Contemporánea de la Universidad Alberto Hurtado, dirigido a guionistas y gente que trabaja en cine.
Fuguet declaró a mediados de 2011 que creía que las redes sociales eran un nuevo tipo de droga y aseguró no tener cuentas ni en Facebook ni en Twitter, porque temía que no lo dejaran crear. En noviembre del mismo año terminó con su blog Apuntes Autistas.
Después de un intermedio de cinco años, Fuguet regresó a la novela en 2015, con No ficción, obra en la que explora el mundo homosexual. Él mismo ha dicho que se considera "un tipo gay que escribe". El libro marcó su cambio de editorial, de Alfaguara a Random House. Sobre esta circunstancia, comentó: "Me pareció que el catálogo de Literatura Random House era increíble. Un honor estar ahí. Me pareció atractivo cambiar de sello con dos novelas nuevas. En todo caso, es solo un sello. No es un cambio de casa". Ambas editoriales pertenecen al Grupo Penguin Random House.

## Obra

### Novelas
- 1991: Mala onda (Editorial Planeta Argentina, Buenos Aires, ISBN 950-742-146-7) (en 2011 se publicó una edición conmemorativa sin cambios sustanciales, pero, en palabras de Fuguet, «remasterizada»)[6]
- 1994: Por favor, rebobinar (Editorial Planeta Chilena, Santiago, ISBN 956-247-128-4)
- 1996: Tinta roja
- 2003: Las películas de mi vida
- 2009: Missing (una investigación) (Aquilar, Altea, Taurus, Alfaguara, ISBN 978-987-04-1609-8)
- 2010: Aeropuertos (Aguilar Chilena de Ediciones. ISBN 978-956-239-848-0).
- 2015: No ficción
- 2016: Sudor (Penguin Random House, ISBN 978-84-397-3177-1)
- 2024: Ciertos chicos

### Novelas gráficas
- 2007: Road Story (en colaboración con Gonzalo Martínez)

### Cuentos
- 1990: Sobredosis
- 2004: Cortos
- 2006: Prueba de aptitud
- 2014: Juntos y solos
- 2018: Cuentos reunidos (recopilación de los cuentos de Sobredosis y Cortos más siete inéditos)[12]

### Crónicas, ensayos, biografías y no-ficción
- 2000: Primera parte
- 2000: Dos hermanos: tras la ruta de En un lugar de la noche
- 2007: Apuntes autistas
- 2012: Cinépata (una bitácora)
- 2013: Tránsitos: una cartografía literaria
- 2014: Todo no es suficiente. La corta, intensa y sobreexpuesta vida de Gustavo Escanlar
- 2017: VHS (unas memorias)
- 2020: Despachos del fin del mundo

### Edición
- 1993: Cuentos con Walkman (coeditado en colaboración con Sergio Gómez)
- 1996: McOndo (coeditado en colaboración con Sergio Gómez)
- 2000: Se habla español: voces latinas en USA (coeditado en colaboración con Edmundo Paz Soldán)
- 2008: Mi cuerpo es una celda (una autobiografía) —de Andrés Caicedo—

## Filmografía

### Guionista
- 10.7, 1997
- Mi abuelo mi nana y yo, sitcom (TVN, 1998)
- Dos hermanos: En un lugar de la noche, 2000
- Tinta roja, 2000, basada en su novela homónima, la dirigió el peruano Francisco J. Lombardi con guion de Giovanna Pollarolo Giglio
- Las hormigas asesinas, 2004
- Se arrienda, 2005, guion coescrito con Francisco Ortega
- Perdido, guion coescrito con René Martín (sin producir)
- Velódromo, 2010, coescrita con René Martín
- Locaciones: Buscando a Rusty James, 2013
- Música campesina, 2011
- Invierno, 2015
- Cola de mono, 2018

### Productor
- Dos hermanos: En un lugar de la noche, productor asociado, 2000
- Las hormigas asesinas, 2004
- Se arrienda, 2005
- Malta con huevo, 2007
- Invierno, coproductor, 2015

### Dirección
- 10.7, asistente de director, 1997, cortometraje
- Las hormigas asesinas, 2005, corto en 16mm B/N, 20 minutos de duración
- Se arrienda, 2005, largometraje
- Encontrar, 2005, videoclip de la canción de la banda sonora de Se arrienda
- Esquemas juveniles, 2006, videoclip de la canción del disco del mismo nombre de Javiera Mena
- Máquinas, 2007, videoclip de la canción del disco Gran Santiago de Telediario Donoso
- Perdido, 2008 cancelada, en vías de transformarse en novela gráfica
- 2 Horas, 2008, corto de 25 minutos, color
- Velódromo, 2010, 111 mins aprox. color
- Música campesina, 2011
- Locaciones: Buscando a Rusty James, 2013
- Invierno, 291 minutos; 2015
- Cola de mono, 2018

## Premios y becas
- 1991: Premio Municipal de Literatura de Santiago en la categoría «Cuento» por Sobredosis
- 2010: Beca Guggenheim en la categoría «Ficción»[13]
- 2010: Premio Periodismo de Excelencia en la categoría «Entrevista» por Los 100 de Hinzpeter[14]
- 2011: «Mejor Largometraje Nacional» en el Festival Internacional de Cine de Valdivia por Música campesina[4]
- 2011: Premio Moviecity en el Festival Internacional de Cine de Valdivia por Música campesina[4]